# لورنا بينيت
لورنا بينيت (بالإنجليزية: Lorna Bennett)‏ هي مغنية جامايكية، ولدت في 7 يونيو 1952 في أبرشية سانت إليزابيث ‏ في جامايكا.

## وصلات خارجية
- الموقع الرسمي
- لورنا بينيت على موقع ميوزك برينز (الإنجليزية)
- لورنا بينيت على موقع ديسكوغز (الإنجليزية)